# Salón de Reinos

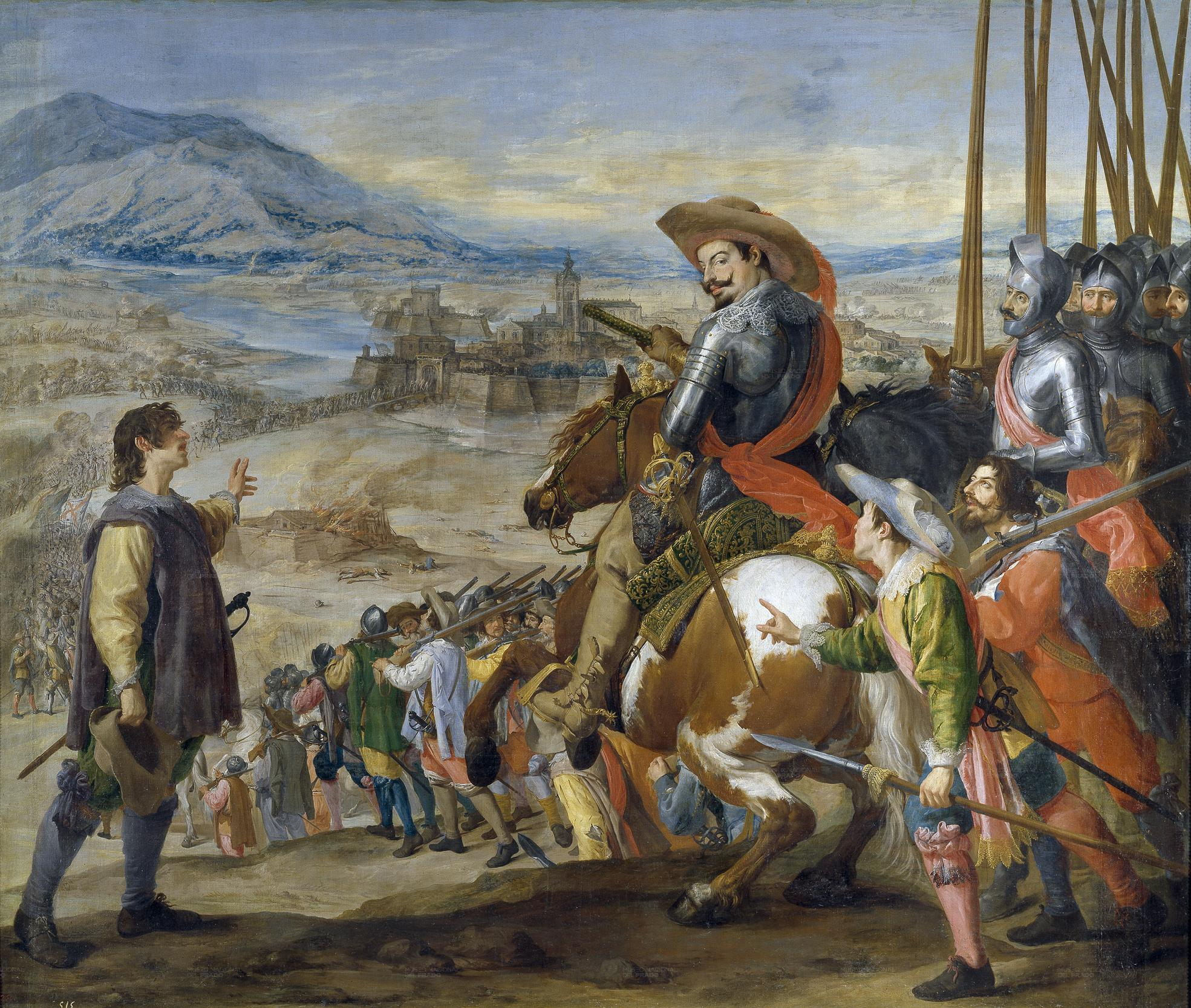
Liberazione di Brisach di Jusepe Leonardo - uno dei dipinti della battaglia che in origine decoravano il Salón de Reinos.

Il Salón de Reinos (Sala dei regni) o salón grande (Sala grande) è un edificio del XVII secolo sito a Madrid, un tempo un'ala del Palazzo del Buon Ritiro. Costruita tra il 1630 ed il 1635, ospitava gran parte della collezione pittorica reale, oggi esposta nel Museo del Prado. Prese il nome dai suoi dipinti degli stemmi dei 24 regni che formavano il [Regno di Spagna] al tempo di Filippo IV. Il Salón de Reinos e il Casón del Buen Retiro sono gli unici edifici sopravvissuti all'originale grandissimo schema del palazzo.
Fu anche conosciuto come Museo del Ejército, avendo ospitato il museo militare fino al 2010, quando le collezioni furono trasferite all'Alcázar di Toledo.
Il Museo del Prado ha recentemente acquisito l'edificio che sarà ristrutturato per offrire più spazio alle sue collezioni.

## Decorazione

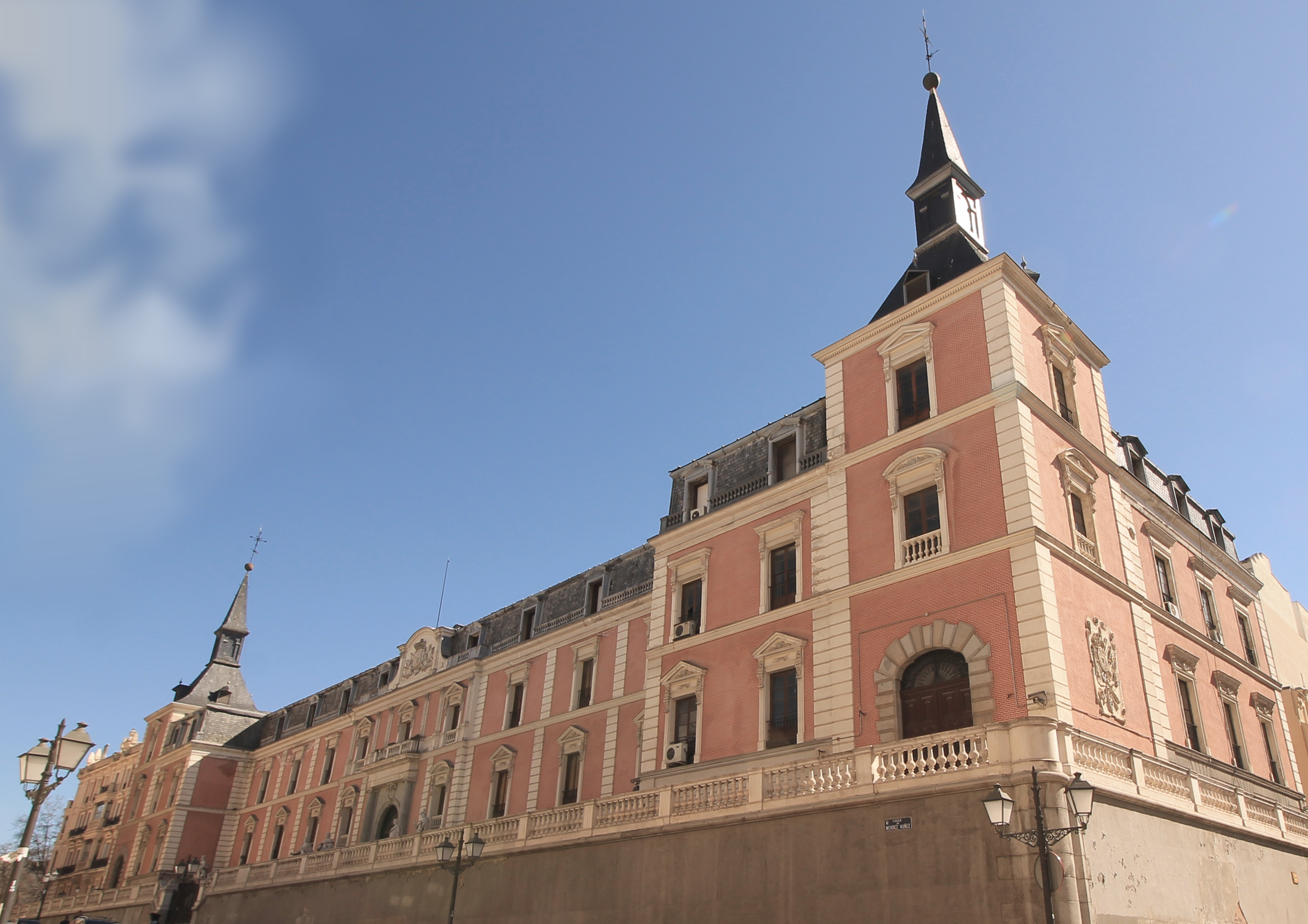
Esterno del Salón de Reinos

Originariamente inteso come un luogo da cui il re poteva assistere alle produzioni teatrali rappresentate nel cortile, il Salón de Reinos venne successivamente trasformato in una sala del trono quando si decise di trasformare il Buon Ritiro nel palazzo reale principale dopo l'incendio al Real Alcázar di Madrid. Era ancora usato per gli spettacoli, e pertanto venne dotato di un palco reale dal quale il re poteva vedere dall'alto, ma come sala del trono doveva impressionare ambasciatori e altri illustri membri delle corti d'Europa che visitavano il palazzo. Ciò significava che la decorazione della sala era la più sontuosa di tutto il palazzo, ben illuminata da molte finestre tra tavoli di diaspro e leoni d'argento e con un soffitto coperto di dipinti grotteschi. C'erano anche dipinti murali pieni di simbolismo politico con lo scopo finale di glorificare Filippo IV. Il progettista della decorazione della sala è sconosciuto, sebbene la responsabilità finale era nelle mani dello stesso duca de Olivares (insieme a Jerónimo de Villanueva) che diede i leoni ed effettuò i pagamenti) e con il consiglio intellettuale di Francisco De Rioja e dei pittori più vicini a Filippo e Olivares, Juan Bautista Maíno e Velázquez.
Il Salón de Reinos ha una pianta rettangolare, con porte strette sui due lati lunghi. Sulle pareti nord e sud erano appesi dodici dipinti (uno ormai perduto) sul tema delle principali battaglie vinte dagli eserciti di Filippo IV nei primi anni del suo regno. Tra questi quadri, e sopra le finestre del Salone, c'erano dieci dipinti di Francisco de Zurbarán che mostravano le fatiche di Ercole, confrontando le imprese del semi-dio Ercole (poi considerato l'antenato della Casa d'Asburgo) con quelle del re.
I dipinti delle battaglie accostavano esempi di artisti della vecchia generazione come Vicente Carducho o Eugenio Cajés (che avevano entrambi servito Filippo III di Spagna) con quelli di artisti più giovani come Juan Bautista Maíno, Zurbarán (convocato da Siviglia per questa commessa), Jusepe Leonardo, Félix Castello (che realizzò le sue prime opere maggiori in questa sede), Antonio de Pereda e soprattutto Velázquez, preferito da Filippo IV.
Sulle pareti ad oriente e ad occidente vi erano dei ritratti di Velázquez di membri della famiglia reale. La serie era costituita da ritratti equestri di Filippo III e di sua moglie Margherita d'Austria (entrambi a ovest) e ritratti equestri di Filippo IV e di sua moglie Elisabetta di Francia con ai lati i loro figli con l'erede Balthasar Carlo (tutti e tre sulla parete est). Questi cinque dipinti posizionati sfalsati esemplificavano i concetti di monarchia ereditaria e continuità dinastica.
Sulla base dei titoli detenuti da Filippo IV, la sala conteneva anche scudi che mostravano gli stemmi dei ventiquattro regni che componevano il suo regno: in ordine alfabetico, Algarbe, Algeciras, Aragón, Castilla, Cataluña, Cerdeña, Dos Sicilias, Galicia, Gibraltar, Granada, Indias Orientales y Occidentales, Islas de Canarias, Islas y Tierra firme del Mar Oceano, Jaén, Jerusalén, León, Murcia, Navarra, Portugal, Sevilla, Toledo e Valencia. Filippo IV deteneva anche i titoli di arciduca d'Austria, duca di Borgogna, [duca di Brabante], duca di Milano, Conte d'Asburgo, Conte delle Fiandre, Conte di Tirolo, Conte di Barcellona e Signore di Vizcaya e di Molina.

## Dipinti

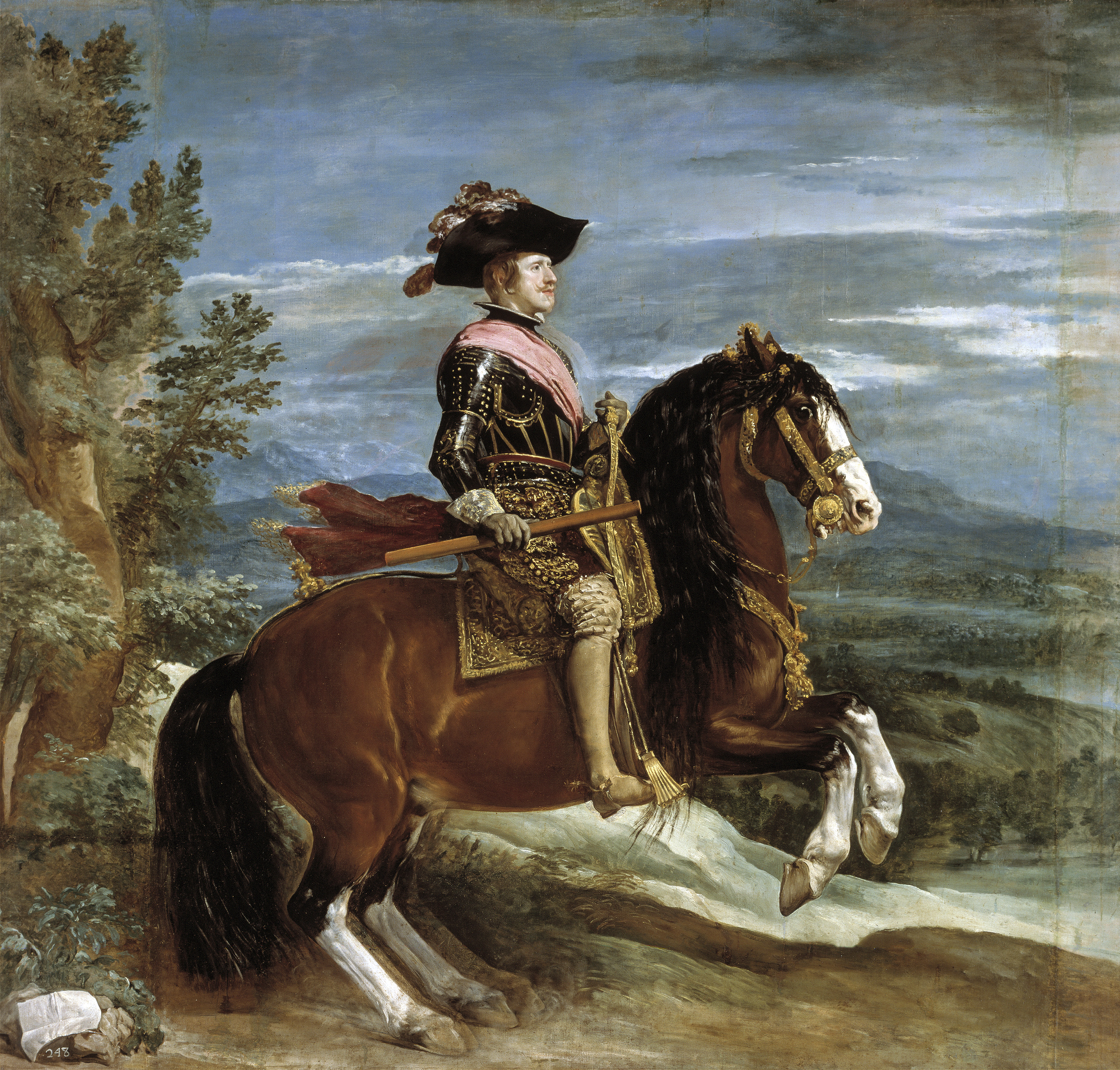
Ritratto equestre di Filippo IV, di Velázquez.

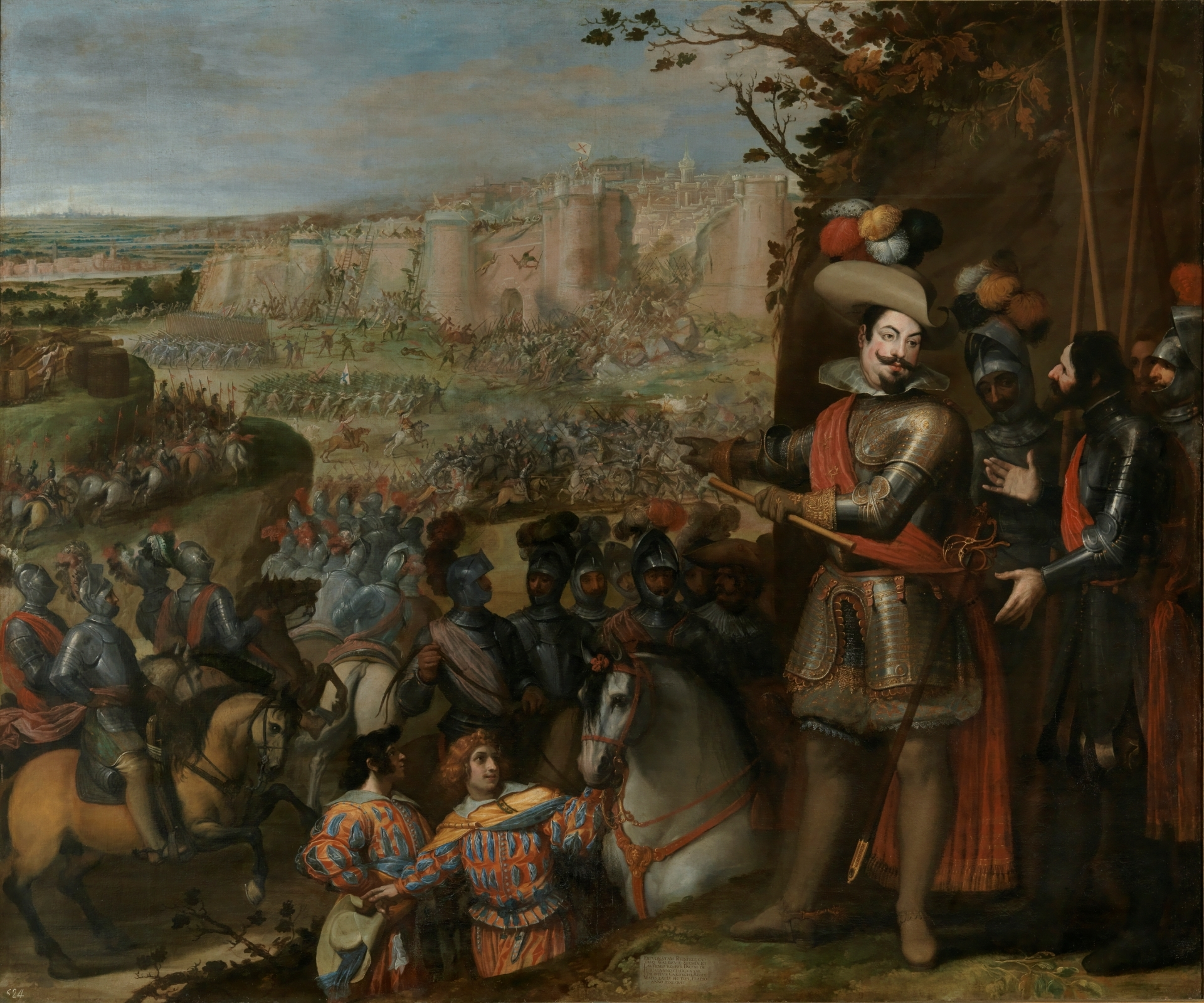
La cattura di Rheinfelden di Vicente Carducho.

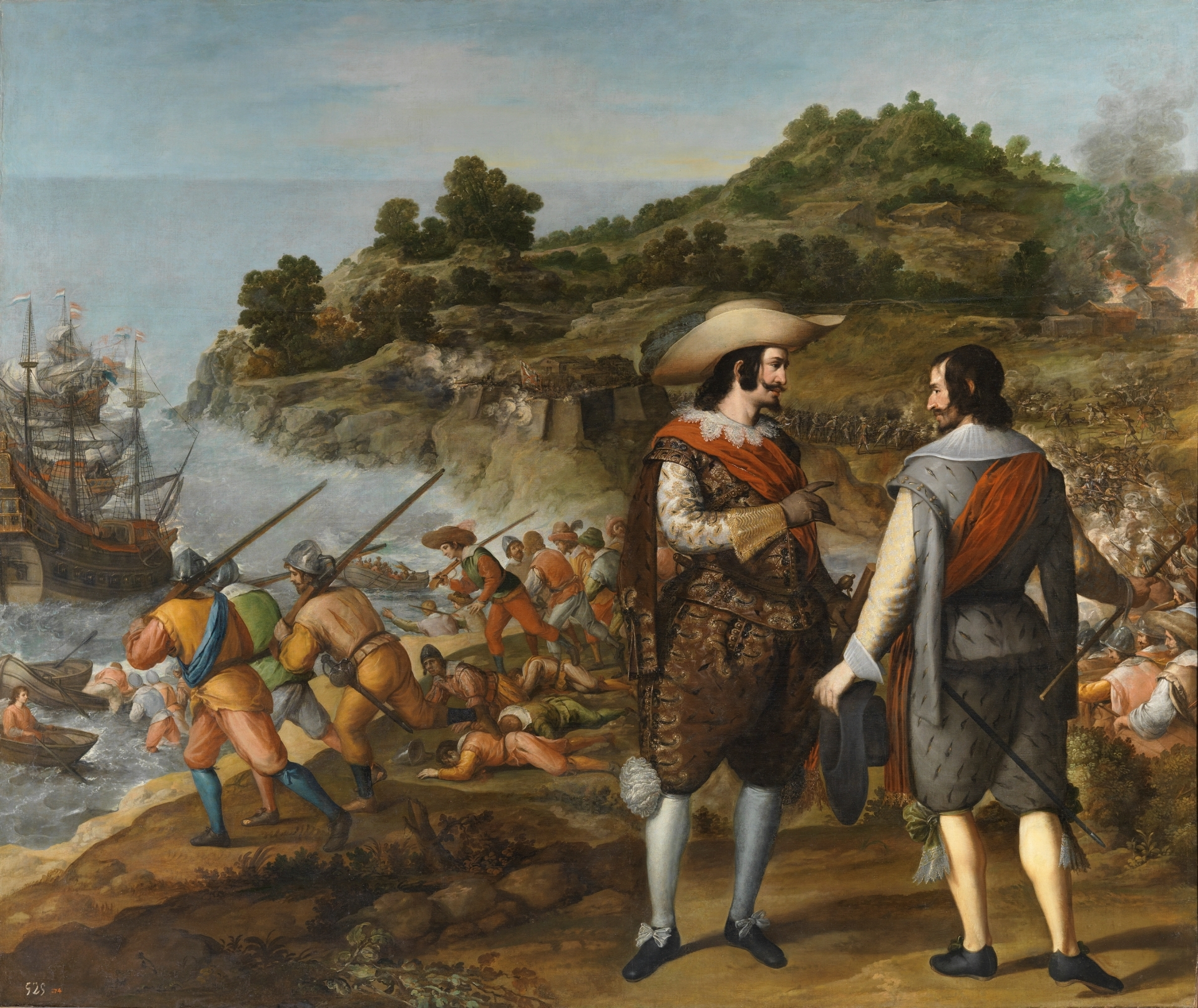
La riconquista dell'isola di Puerto Rico da parte di Don Juan de Haro di Eugenio Cajés.

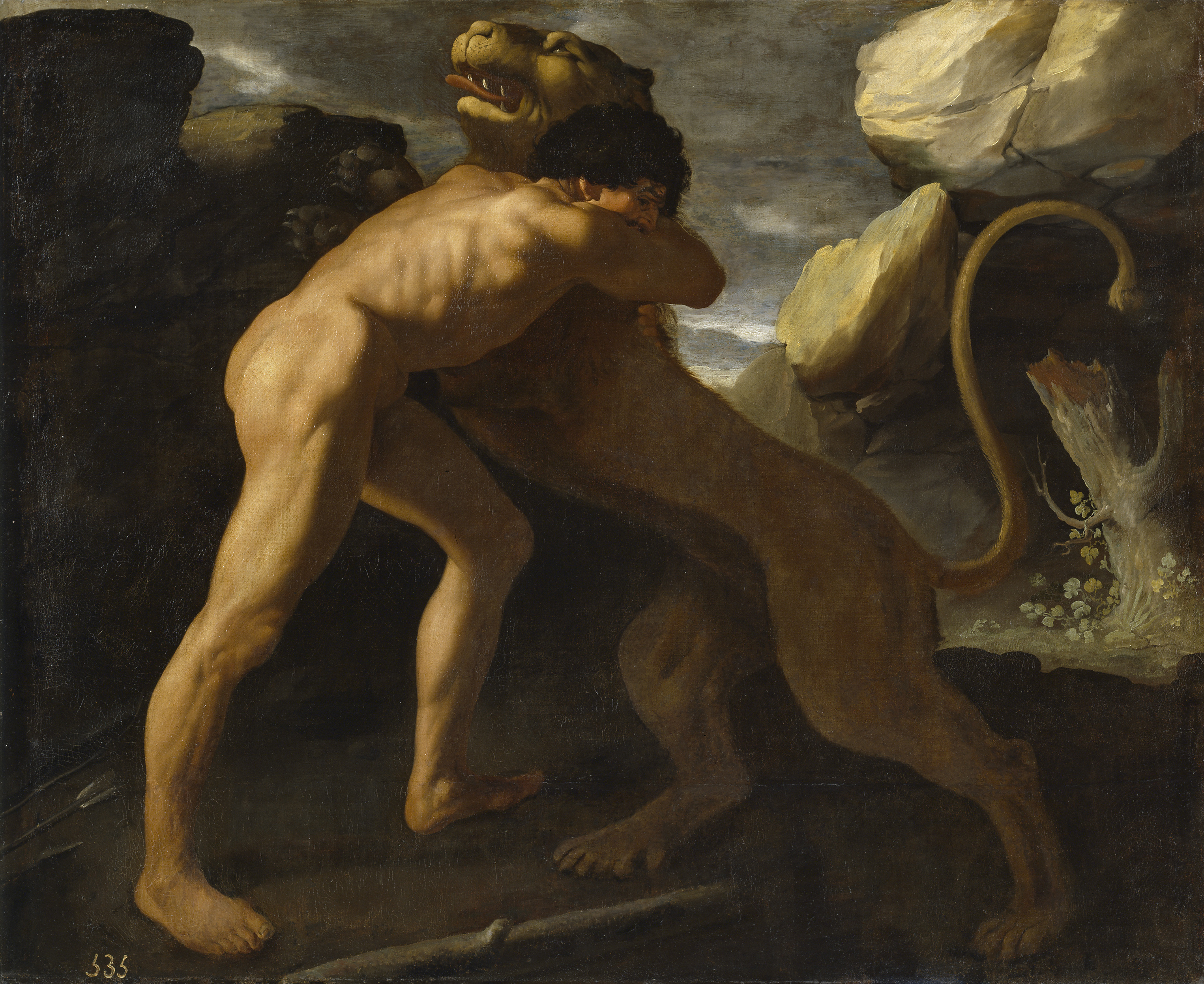
Ercole che combatte contro il leone di Nemea di Zurbaran.

La disposizione dei ritratti e dei dipinti delle battaglie nel Salón, sulla base della ricostruzione prodotta da Jose Alvarez Lopera, a sua volta fondata sulla "topografia Silva" di Manuel de Gallegos e l'inventario del 1701, è la seguente:

### Parete occidentale (ingresso principale)
Tre opere di Velázquez:
- Ritratto equestre di Filippo IV
- Ritratto equestre di Elisabetta di Francia
- Ritratto equestre del principe Balthasar Carlo

### Parete orientale (dietro il trono)
- Ritratto equestre di Filippo III, di Velázquez e bottega
- Ritratto equestre di Margherita d'Austria, di Velázquez

### Parete nord
- Cacciata degli olandesi dall'isola di San Martin ad opera del marchese di Cadreita, di Eugenio Cajés (perduto).
- La cattura di Rheinfelden di Vicente Carducho. olio su tela (297 x 357 cm), Museo del Prado.
- Liberazione di Brisach di Jusepe Leonardo. olio su tela (304 x 360 cm), Museo del Prado.
- Liberazione di Plaza de Constanza, Vicente Carducho. olio su tela (297 x 374 cm), Museo del Prado.
- La riconquista dell'isola di Puerto Rico ad opera di Don Juan de Haro, Eugenio Cajés. olio su tela (290 x 344 cm), Museo del Prado.
- La riconquista dell'isola di San Cristobal ad opera di Don Frederic di Toledo, Félix Castello. olil su tela (297 x 311 cm), Museo del Prado.

### Parete sud
- La riconquista di Bahia di Juan Bautista Maíno. olio su tela (290 x 370 cm), Museo del Prado.
- La resa di Genova ad opera del secondo marchese di Santa Cruz, di Antonio de Pereda y Salgado. olio su tela (290 x 370 cm), Museo del Prado.
- Battaglia di Fleurus (1622), di Vicente Carducho. olio su tela (297 x 365 cm), Museo del Prado.
- La resa di Juliers di Jusepe Leonardo. olio su tela (307 x 381 cm), Museo del Prado.
- La resa di Breda, di Diego Velázquez. olio su tela (307 x 367 cm), Museo del Prado.
- La difesa di Cadiz contro gli inglesi, di Zurbarán. olio su tela (302 x 323 cm). Museo del Prado.

### Fatiche di Ercole
Sopra le finestre si trovavano dipinti delle fatiche di Ercole di Zurbarán, tutti 130 cm x 160 cm, tutti olio su tela, e oggi tutti al Museo del Prado:
- Ercole e il toro di Creta.
- Lotta di Ercole con Anteo.
- Lotta di Ercole con il cinghiale di Erimanto.
- Ercole devia il fiume Alfeo.
- Ercole e Cerbero.
- Ercole che lotta contro il leone di Nemea.
- Ercole che combatte contro l'Idra di Lerna.
- Ercole chiude lo stretto di Gibilterra.
- Ercole uccide il re Gerione.
- Morte di Ercole.

## Utilizzi successivi

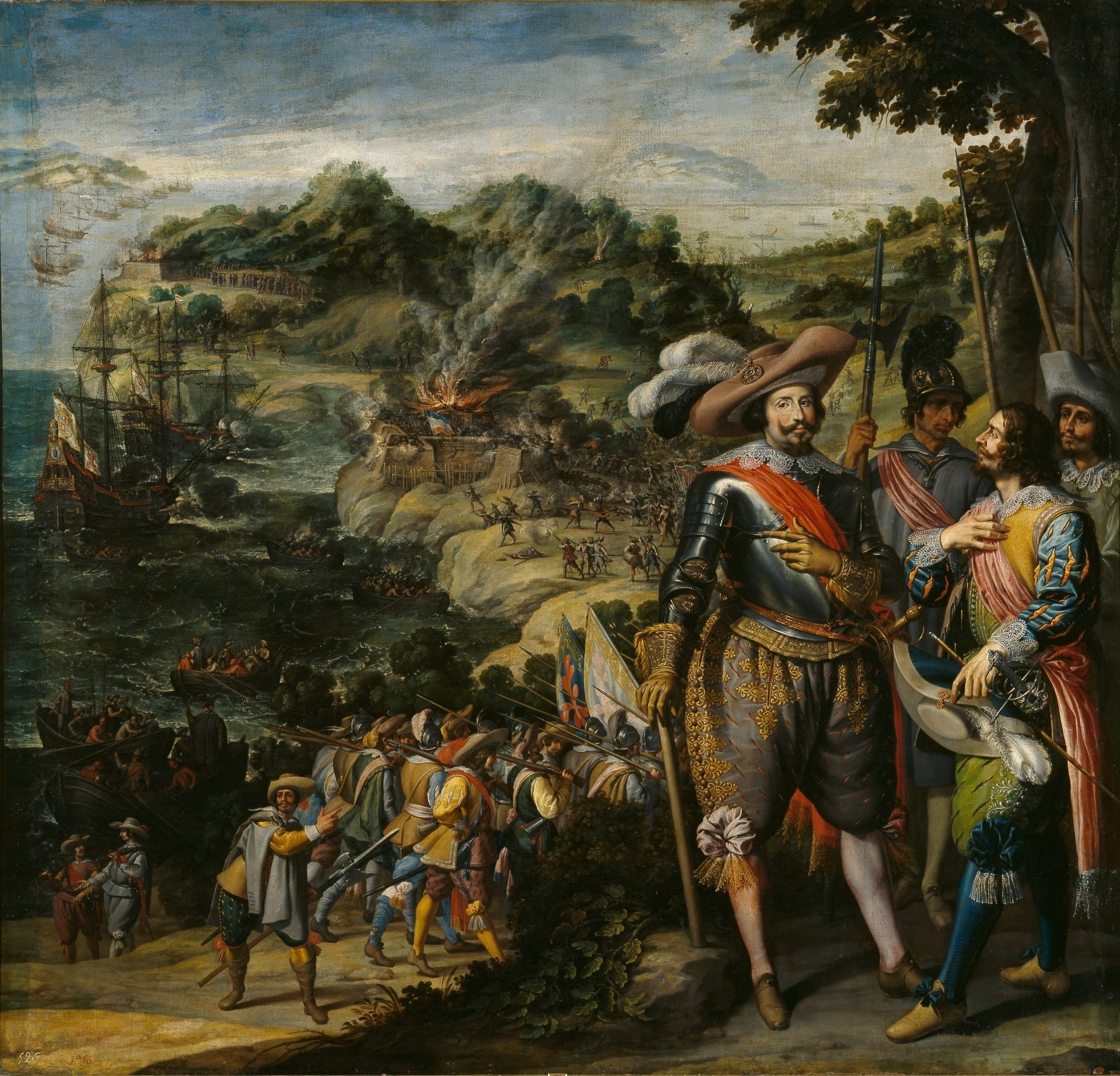
La riconquista dell'isola di San Cristobal ad opera di Don Frederic di Toledo di Felix Castelo.

Il Salón de Reinos e il Salón de Fiestas (ora Casón del Buen Retiro) furono le uniche parti del palazzo che sopravvissero agli intensi bombardamenti francesi del 1808 e 1814 durante la guerra peninsulare e sono stati trasformati nella ristrutturazione del dopoguerra.
Per lungo tempo il Salón de Reinos ospitò il Museo del Ejército. All'inizio del XXI secolo il Ministero della Cultura spagnolo avviò una serie di studi e riforme per spostare il museo in un ambiente più ampio, più moderno decidendo il trasferimento all'Alcázar di Toledo, destinado il Salón de Reinos al Museo del Prado, che aveva già la responsabilità del Casón e che poteva far ritornare il Salón de Reinos al suo aspetto del XVII secolo e ripristinare i dipinti originariamente destinati ad esso. Ciò era tanto più facile in quanto i dipinti a parete, i dipinti a soffitto e le grottesche erano ancora ben conservati, ma la proposta iniziale causò un dibattito sull'uso finale dell'edificio, con alcuni che si oppenevano perché avrebbe separato opere di Velázquez come La resa di Breda dalle sue altre opere del Prado, mentre altri ritenevano che una tale mossa fosse ingiustificata solo per ricreare una sala singola. L'opzione finale fu quella di consegnare al Salón de Reinos e alle sue stanze adiacenti varie attività come esposizioni temporanee o esibizioni di elementi di media qualità oggi esistenti al museo del Prado. L'appalto della ristrutturazione fu dato nel 2009-2010 e i lavori si svolsero nel periodo 2010-2012 con uno stanziamento di 42,5 milioni di euro. Il Museo del Ejército riaprì a Toledo nel luglio 2010, ma i lavori al Salón de Reinos richiesero molto più tempo.